# Alfred-Aimé Flamant
Alfred-Aimé Flamant (Noyales, 31 de outubro de 1839 — Saint-Quentin, 27 de junho de 1915 ) foi um engenheiro francês.
Discípulo de Saint-Venant, professor universitário (Université Lille Nord de France e École centrale de Lille).

## Publicações
- Théorie de l´Élasticité des Corps Solides. Traduzido por Saint-Venant e Flamant, com notas estendidas de Saint-Venant. Paris : Dunod, 1883.
- Hydraulique
- Mécanique Générale
- Résistance des Matériaux